# Herniaria maroccana
Herniaria maroccana är en nejlikväxtart som först beskrevs av Font Quer, och fick sitt nu gällande namn av A.M. Romo. Herniaria maroccana ingår i släktet knytlingar, och familjen nejlikväxter. Inga underarter finns listade i Catalogue of Life.